# Clausia (Clausiidae)
Clausia is een geslacht van eenoogkreeftjes uit de familie van de Clausiidae. 
De wetenschappelijke naam van het geslacht is voor het eerst geldig gepubliceerd in 1863 door Claparède.

## Soorten
- Clausia antiqua Kim I.H., 2001
- Clausia lobata Kim I.H., 2000
- Clausia lubbockii Claparède, 1863